# Castillon-de-Castets
Castillon-de-Castets foi uma comuna francesa na região administrativa da Nova Aquitânia, no departamento da Gironda. Estendia-se por uma área de 4,46 km². Em 2010 a comuna tinha 302 habitantes (densidade: 67,7 hab./km²).
Em 1 de janeiro de 2017, passou a formar parte da nova comuna de Castets et Castillon.